# Азуни
Азу̀ни (на италиански и на сардински: Asuni) е село и община в Южна Италия, провинция Ористано, автономен регион и остров Сардиния. Разположено е на 233 m надморска височина. Населението на общината е 365 души (към 2010 г.).